# Chery Tiggo 7
La Chery Tiggo 7 est un crossover du constructeur automobile chinois Chery.

## Première génération (2016 - 2020)

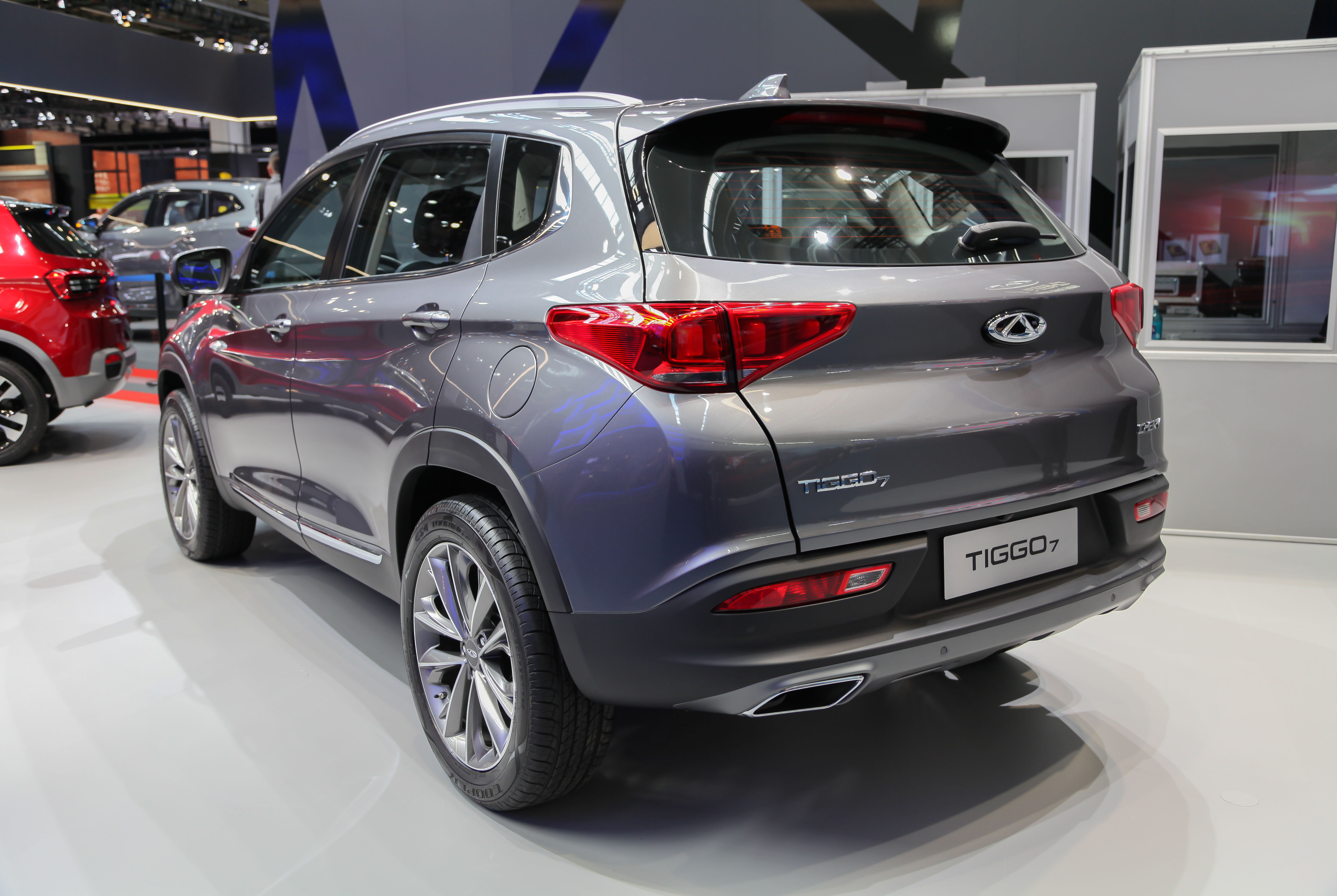
Chery Tiggo 7 pré-lifting vue arrière

La première génération du Tiggo 7 est préfigurée en avant-première par le concept car Chery TX SUV Concept lors du salon de l'automobile de Pékin 2012,, la version de production est dévoilée lors du salon de l'auto de Pékin en 2016, en Chine.
La production Chery Tiggo 7 est ensuite lancée sur le marché automobile chinois en juillet avec des prix allant de 85 900 à 150 900 yuans, positionnant le Chery Tiggo 7 au-dessus du multisegment compact Chery Tiggo 5.

### Phase 2

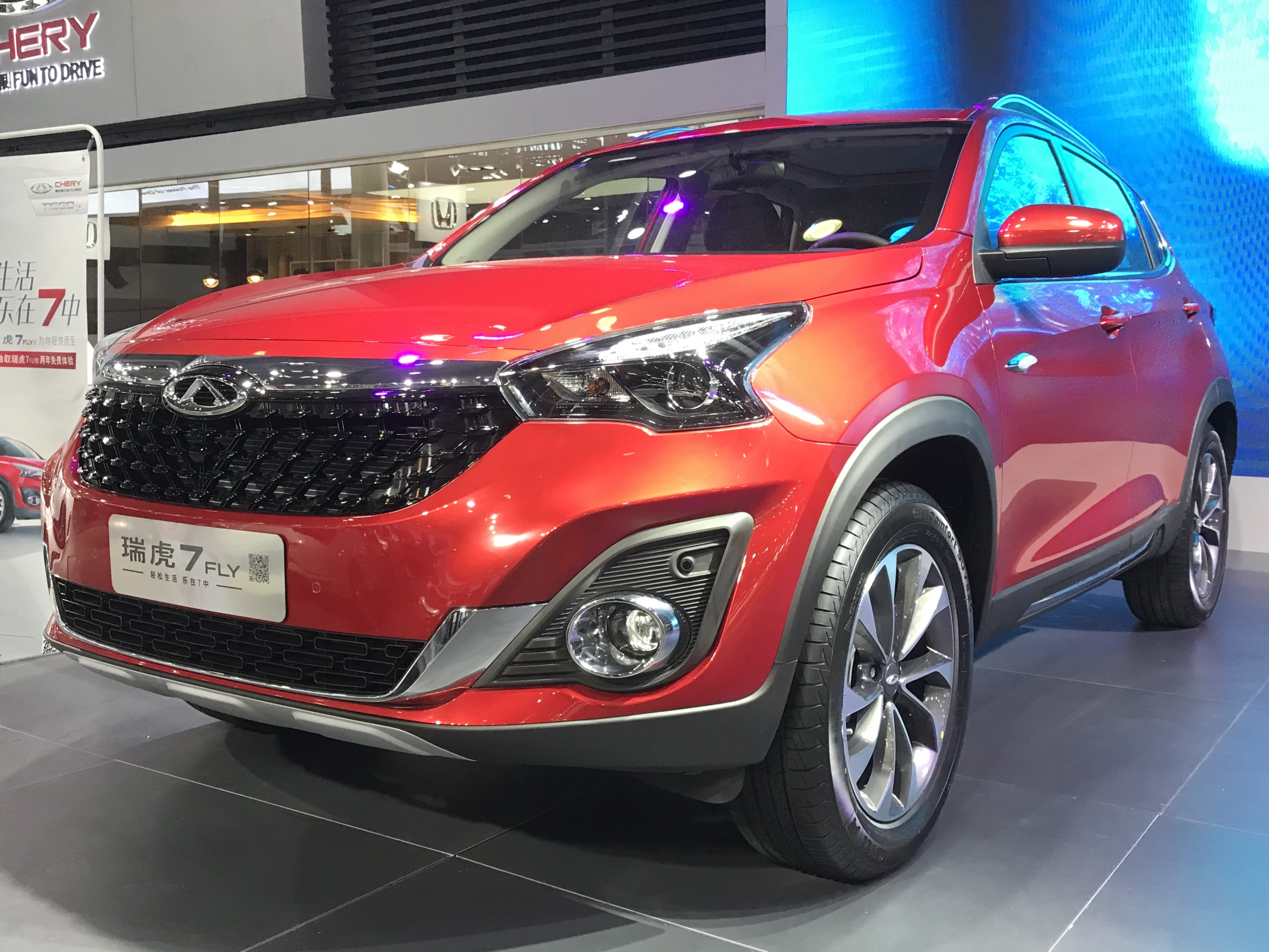
Chery Tiggo 7 Fly vue avant

Un lifting est révélé en 2018 sous le nom de Chery Tiggo 7 Fly, qui était une variante de conception réutilisée pour Chery. Le Tiggo 7 Fly a fait ses débuts en septembre 2018 avec des prix allant de 85 900 à 113 900 yuans. Le modèle lifting continue d'utiliser le même groupe motopropulseur que le modèle d'avant, un turbo de 1,5 litre produisant 147 ch et 210 N m. La transmission est à double embrayage à 6 vitesses ou alors à boîte de vitesses manuelle à 6 vitesses.

### Qoros Young

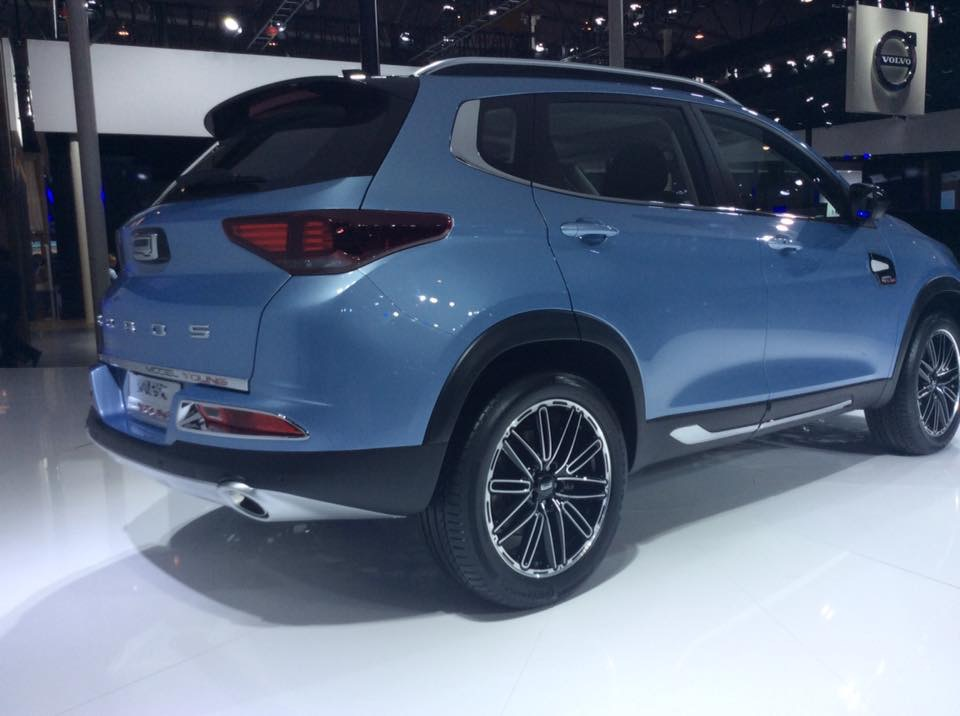
Qoros Young vue arrière

En août 2017, le crossover compact Qoros Young est révélé comme une version rebadgée du Chery Tiggo 7. Chery détient la moitié de la participation de Qoros tandis que l'autre moitié appartient à la société d'investissement basée à Singapour Kenon Holdings. Le Qoros Young n'a jamais été lancé sur le marché.

## Seconde génération (2020 -)

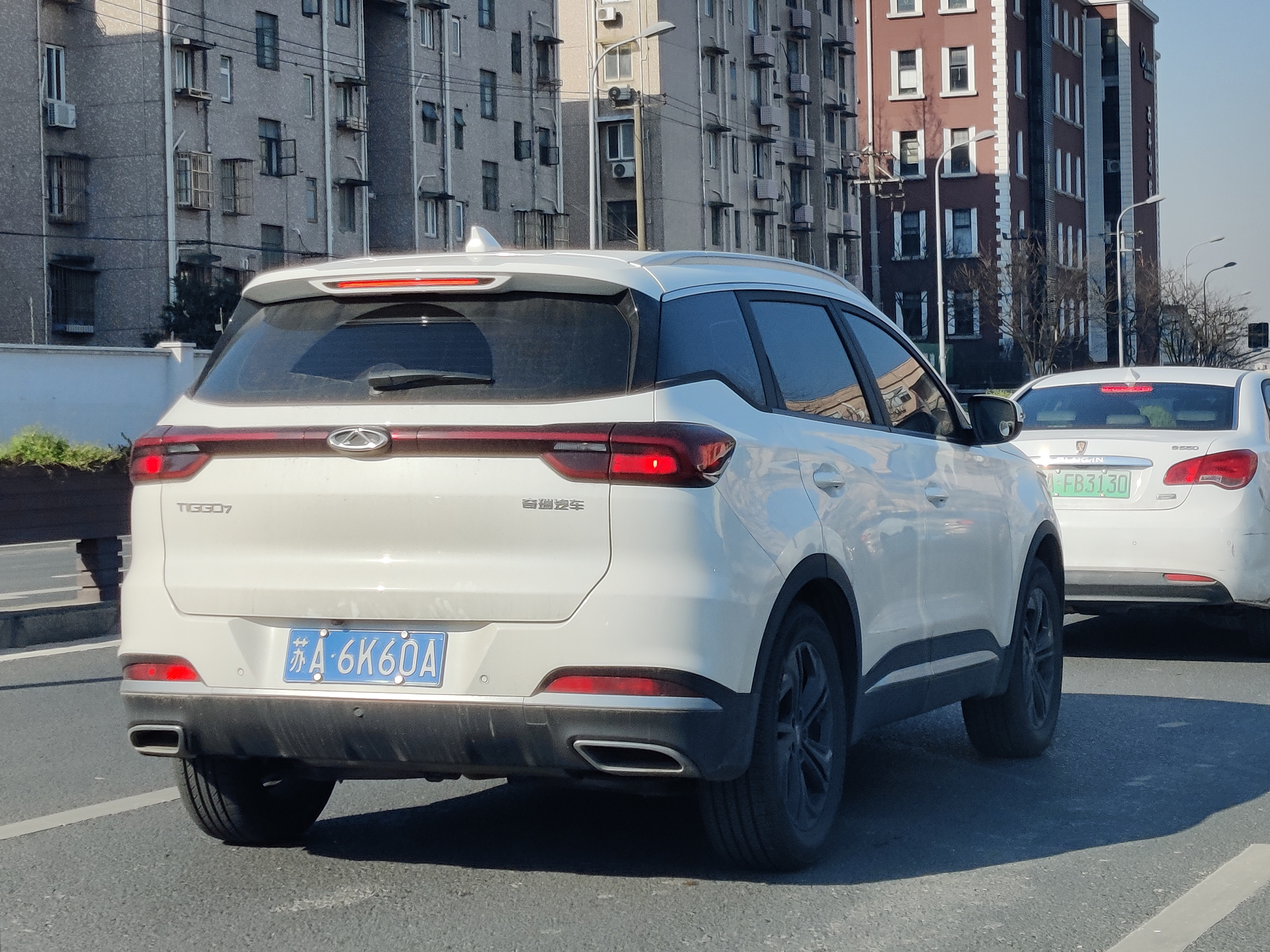
Chery Tiggo 7 II vue arrière

La deuxième génération Chery Tiggo 7 a fait ses débuts en tant que concept au cours du salon de l'automobile de Guangzhou de 2019, les options motorisations de la deuxième génération du Chery Tiggo 7 comprend d'abord un moteur à essence quatre cylindres en ligne turbo de 1,5 litre produisant 147 ch, un moteur à essence de 1,5 litre quatre cylindres en ligne turbo produisant 156 ch et un moteur essence quatre cylindres en ligne de 1,6 litre produisant 197 ch.